# Microchorema recintoi
Microchorema recintoi är en nattsländeart som beskrevs av Schmid 1955. Microchorema recintoi ingår i släktet Microchorema och familjen Hydrobiosidae. Inga underarter finns listade i Catalogue of Life.